# Nowy Tomyśl
Nowy Tomyśl is een stad in het Poolse woiwodschap Groot-Polen, gelegen in de powiat Nowotomyski. De oppervlakte bedraagt 5,02 km², het inwonertal 15.277 (2005).

## Verkeer en vervoer
- Station Nowy Tomyśl